# Filippa Gagnér Jenneteg
Filippa Gagnér Jenneteg, född 20 augusti 1987, är en svensk folkhälsovetare med fokus på psykisk hälsa, patientinflytande och suicidprevention.

## Biografi
Filippa Gagnér Jenneteg är folkhälsovetare samt utbildad instruktör i MHFA - Första hjälpen till psykisk hälsa. Hon har varit styrelseledamot i suicidprevention i Väst, och är utvecklingsledare inom Nationell Samverkan för Psykisk Hälsa i Västra Götaland och Göteborg. Hon har arbetat med utbildning och projekt kring patientinflytande gentemot psykiatri, socialpsykiatri och brukarföreningar.
Filippa Gagnér Jenneteg är redaktör för Handbok för livskämpar: till dig som inte vet om du orkar leva (2018) samt medförfattare till Handbok i brukarinflytande (2020). Hon har också varit drivande i framtagandet av en studiecirkel för personer som lever med suicidalitet; Samtal för Livskämpar.
Tillsammans med Marie Niljung driver hon företaget Livskämpar AB, där deras satsning på ett digitalt verktyg för självmordsprevention fått stöd av Vinnova.